# Giovanni Canova
Giovanni Canova, född 27 juli 1880 i Canicattì, död 28 oktober 1960 i Turin, var en italiensk fäktare.
Canova blev olympisk guldmedaljör i värja vid sommarspelen 1920 i Antwerpen.